# Xã Harvel, Quận Montgomery, Illinois
Xã Harvel (tiếng Anh: Harvel Township) là một xã thuộc quận Montgomery, tiểu bang Illinois, Hoa Kỳ. Năm 2010, dân số của xã này là 243 người.